# Pátrobas de Potole
Pátrobas de Potole (em grego: Πατροβᾶς), também chamado de Parrobo ou Pátrobo, é um dos Setenta Discípulos. Ele foi um bispo da cidade de Neápolis, na Itália, ou de Potole (segundo Doroteu de Tiro). Ele é citado no Novo Testamento em «Saudai a Asíncrito, a Flegonte, a Hermes, a Pátrobas, a Hermas e aos irmãos que estão com eles.» (Romanos 16:14).

## Fonte
Assim como diversos outros santos, Pátrobas teve sua vida contada no livro Prólogo de Ohrid, de São Nikolai Velimirovic.